# 鈴村照男
鈴村 照男（すずむら てるお、1940年3月24日 - ）は愛知県出身のプロゴルファー。

## 来歴
愛知大学卒業後の1963年9月にプロ入りし、1967年の関西オープンで初優勝を飾る。同年の日本シリーズではシリーズ初登場の学士プロとして出場し、河野高明・橘田規・佐藤精一に次ぐと同時に宮本省三を抑え、杉原輝雄と並んでの4位タイに入った。
1968年の日本プロでは、最終日の午前を69で回って通算5アンダーで首位に立つ。最終18番パー5でバーディーを奪って通算5アンダーでホールアウトしたが、島田幸作に1打及ばず2位に終わった。
1969年の中日クラウンズでは2日目に1、2番と連続バーディ発進の後、10番からも3ホール連続でバーディを奪う。一時はコースレコード（64）の更新も考えられるほどの勢いであったが、14番で第2打を右の松の木に当て3オン。30センチのパットも外し痛恨のダブルボギー、15番もボギーとしたが、それでもこの日ベストの68をマークし、通算4アンダーで首位に立った。3日目には1番で30mのアプローチをカップインしイーグルスタートとなったが、2番でティショットが僅か10cmOBから出る不運もあり、この日68で1打差の2位となる。最終日にはピーター・トムソン（オーストラリア）に1打差で食い下がったが、17番で60cmほどの第2パットを外し、2打差に開いた。最終的にはトムソン、橘田に次ぐ3位に終わった。
1970年の中日クラウンズでは3日目の決勝ラウンドに入ってから猛然と追い上げ、最終日には石井裕士・河野と共に安田春雄を急追。鈴村は5番までで4バーディ、インでも15番の3打目を10cmにつけバーディ、16番も山越えに成功してワンオンで連続バーディを奪い、3打差まで詰め寄ったが、その後はバーディが続かず通算9アンダー止まりで2位と涙を飲んだ。
1973年の全日空札幌オープンでは初日を中村通と共に首位竹安孝博から2打差の2位でスタートし、2日目には強風で各選手が悩まされる中でパットに冴えを見せ、2バーディー、1ボギーの71で回り、2日間通算5アンダー139で首位に立つ。3日目にはインでダブルボギーを叩いたのが災いし、鷹巣南雄・中村・陳清波（中華民国）と並んでの4位タイに後退するが、最終日には中村・杉本英世と並んでの3位タイで終えた。　
1975年、初めて海外で開催された日本のトーナメント「クイリマ&タカヤマ・クラシック」に出場し、初日を鷹巣・今井昌雪と並んでの5位タイでスタート。2日目には鷹巣・村上隆に次ぐ3位、鈴村久とペアを組んだダブルスでも石井裕&石井冨士夫ペアと並んでの3位タイに浮上。3日目には通算5アンダーの2位タイに浮上し、ダブルスでは吉川一雄&鈴木規夫ペアと並んでの4位タイとする。最終日には通算574で吉川&鈴木ペア・鷹巣&金井清一ペアを抑えてダブルス優勝し、シングルスでは単独2位 に留まった。
1978年の阿蘇ナショナルパークオープンでは初日を新井規矩雄・中村寅吉・藤間達雄と共に首位の金井と2打差の2位タイでスタートし、最終日には上野忠美・藤間と1アンダー143で並んでサドンデスプレーオフとなったが、スタートの10番で上野がバーディを取って優勝し2位タイに終わる。
1980年の富山県オープンでは入江勉・内田繁を抑えるも井上幸一とのプレーオフで敗れて2位、1983年の中部オープンでも中村彰男とのプレーオフで敗れて2位、新潟オープン4位タイ、マンシングクラシックでは最終日に67をマークし、草壁政治・新井規矩雄・海老原清治・陳志明（中華民国）に次ぐ5位に入った。
1984年の中部オープンで坂東治彦とのプレーオフを制して17年ぶりの優勝と21年目にしてのツアー初優勝を飾り、美津濃トーナメントでは新井・尾崎直道・三上法夫・中嶋常幸・山本善隆に次ぐと同時に藤木三郎・謝敏男（中華民国）・杉原・前田新作・河野と並んでの6位タイ、デザントカップ北国オープンでは前田・許勝三（中華民国）・海老原・草壁に次ぐと同時に泉川ピートと並んでの6位タイに入った。
1985年の静岡オープンでは17番ホールでプロ23年目にして初のホールインワンを達成し、100万円を獲得。
関西プロでは前日2位で迎えた2日目にドライバーが好調で、5バーディー、1ボギーの68をマーク。通算10アンダー134で首位を奪い、最終的には前田・中村・石井・山本を抑えて井上と並ぶ2位タイに入った。
マルマン日本海オープンではブライアン・ジョーンズ（オーストラリア）に次ぐと同時に杉原・重信秀人・友利勝良・中村・前田・新井・時任宏治・倉本昌弘・吉川一雄・土山録志を抑えての2位に入った。
1989年の中部オープンを最後にレギュラーツアーから引退し、シニア転向後の2003年には日本プロスポーツ大賞功労賞を受賞。
1999年には全日空・石垣島シニアプロアマで石井・宮本省・菊地勝司に次ぐ5位に入り、2006年の日本プログランドシニアでは矢部昭・小林富士夫・古市忠夫・長谷川勝治・松本紀彦・村上・松井利樹を破り、16年ぶりの優勝を飾った。
2010年の三重県シニアオープンでは16番でバーディを奪い首位タイのイーブンパーで迎えた18番、第2打をピン80cmに付け鮮やかにバーディを決め、70歳でエージシュートには1打足りなかったが、逆転総合優勝を飾った。

## 主な優勝

### レギュラー
- 1967年 - 関西オープン
- 1975年 - クイリマ&タカヤマ・クラシック（ダブルス、鈴村久とのペア）
- 1984年 - 中部オープン

### シニア
- 1990年 - 鳳凰カップ
- 2006年 - 日本プログランドシニア
- 2010年 - 三重県シニアオープン